# 東向田町
東向田町（ひがしむこうだちょう）は、鹿児島県薩摩川内市の町。旧川内市東向田町。郵便番号は895-0026。人口は369人、世帯数は176世帯（2020年10月1日現在）。東向田町の全域で住居表示を実施している。

## 地理
薩摩川内市の西部、隈之城川の下流域に位置している。国道3号が通る西向田町、川内駅が所在する鳥追町などとともに薩摩川内市街地の一部を形成している。字域の北方には横馬場町、向田本町、南方には向田町、東方には鳥追町、西方には西向田町がそれぞれ接しており、南端部には隈之城川が東西に流れている。
また、町域の南部を東西に鹿児島県道42号川内加治木線、鹿児島県道36号川内郡山線が通り、西端部を国道3号が南北に通っているが、川内駅交差点からは西向田町の区域を通っている。

### 河川
- 平佐川

## 歴史
1965年（昭和40年）4月1日に向田町の一部の区域において住居表示に関する法律に基づき街区方式による住居表示が実施されることとなった。それに伴い同日付で町名・地番の変更が行われ川内市向田町及び鳥追町の各一部より川内市の町名「東向田町」として設置された。
2004年（平成16年）10月12日に川内市、東郷町、入来町、祁答院町、樋脇町、下甑村、上甑村、鹿島村、里村が新設合併し薩摩川内市が設置された。この市町村合併に伴い設置された法定合併協議会において川内市の町・字については「現行通りとする。」と協定されたため、名称の変更は行われずに薩摩川内市の町となった。

### 町域の変遷
| 変更後                 | 変更年             | 変更前               |
| ---------------------- | ------------------ | -------------------- |
| 川内市東向田町（新設） | 1965年（昭和40年） | 川内市向田町（一部） |
| 川内市東向田町（新設） | 1965年（昭和40年） | 川内市鳥追町（一部） |

## 人口
以下の表は国勢調査による小地域集計が開始された1995年以降の人口の推移である。
| 年                 | 人口 |
| ------------------ | ---- |
| 1995年（平成7年）  | 547  |
| 2000年（平成12年） | 439  |
| 2005年（平成17年） | 395  |
| 2010年（平成22年） | 327  |
| 2015年（平成27年） | 289  |
| 2020年（令和2年）  | 369  |

## 施設

### その他
- 南日本新聞社川内支社

## 小・中学校の学区
市立小・中学校の学区（校区）は以下の通りである。
| 大字     | 番地 | 小学校                 | 中学校                     |
| -------- | ---- | ---------------------- | -------------------------- |
| 東向田町 | 全域 | 薩摩川内市立川内小学校 | 薩摩川内市立川内中央中学校 |

## 交通

### 道路
一般国道
- 国道3号

主要地方道
- 鹿児島県道42号川内加治木線（空港バイパス）
- 鹿児島県道36号川内郡山線